# Kong Haakon og Dronning Mauds Ankomst til Trondhjem
Kong Haakon og Dronning Mauds Ankomst til Trondhjem er en dansk dokumentarisk optagelse fra 1906, der er instrueret af Peter Elfelt.

## Handling
Indsejlingen til Trondhjem og Kong Haakon 7 og dronning Mauds landgang. Kongefamilien stiger ombord på Heimdal ved Drøbak. Karetkørsel og folkemængden, der modtager kongeparret.